# Schleierfälle (Starzlachklamm)

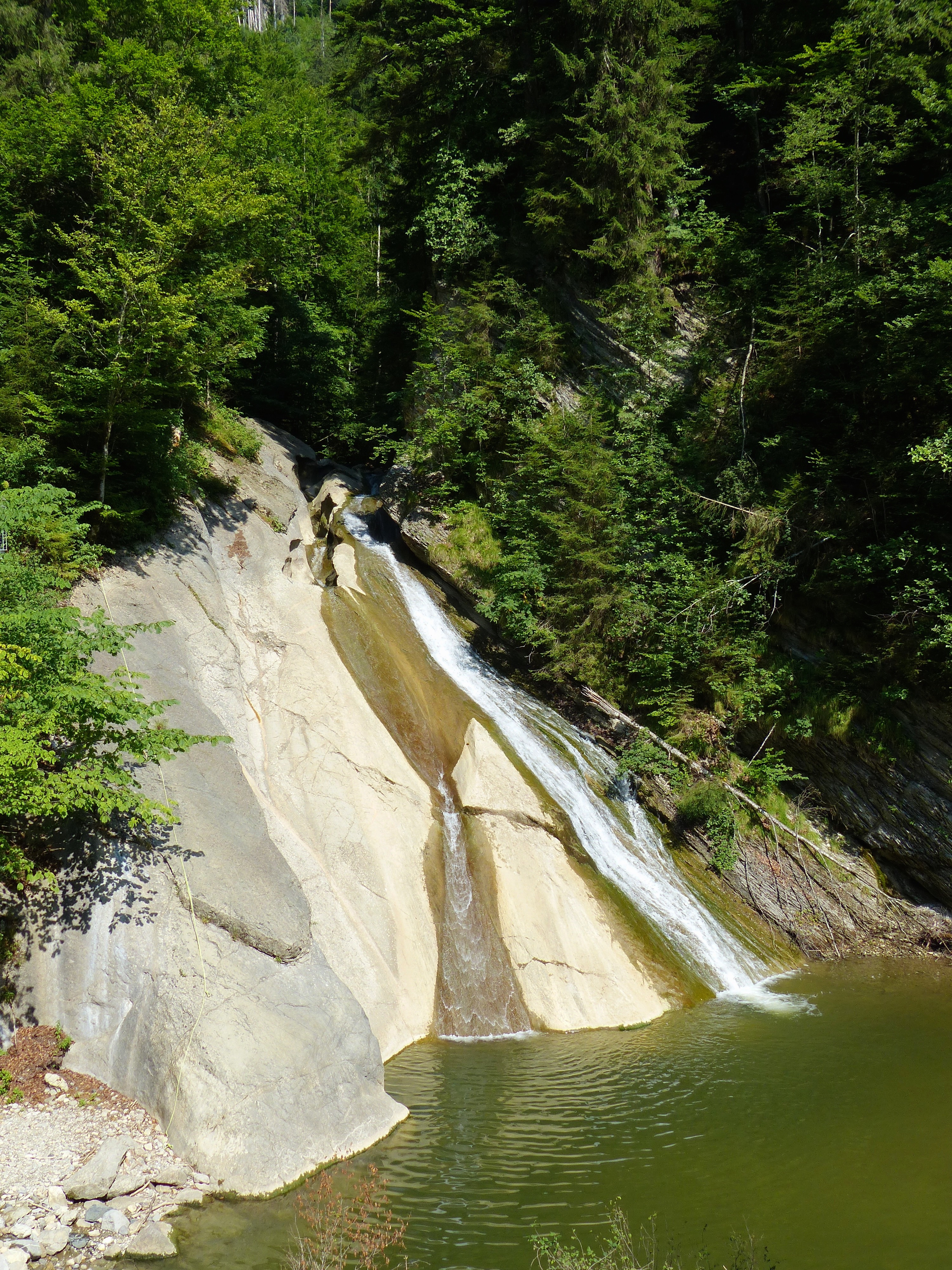
Schleierfälle aus Ausgang der Starzlachklamm

Der Schleierfälle in der Starzlachklamm sind ein Geotop nordöstlich von Sonthofen im Landkreis Oberallgäu. Der 12 Meter hohe Gleitwasserfall bildet den Eingang zur Starzlachklamm.

## Geologie
Auf der Ostseite des Illertals unweit von Sonthofen-Winkel unterhalb des Grünten stürzt die Starzlach am Ende der Klamm über eine Steilstufe in eine Gumpe. Die Steilstufe besteht aus verfestigten grauen Nummulitenkalken, in die sich das Bachbett eingeschnitten hat. Die im Bereich des Wasserfalls anstehenden eozänen Nummulitenkalke fallen mit 35° nach Westsüdwest ein und sind im weiteren Verlauf der Klamm durch eine intensive bruchtektonische Beanspruchung gekennzeichnet. Die Nummulitenkalke erreichen im Bereich der Starzlachklamm eine Gesamtmächtigkeit von rund 80 Metern. Die Starzlachklamm ist im Kern der tektonisch komplizierten, nach Südwesten abtauchenden Starzlachmulde angelegt worden. Nummulitenkalke gehören zu den eher seltener im Allgäu aufgeschlossenen Gesteinsfolgen im Helvetikum. Die Großforaminiferen Nummuliten zeigen als Leitfossilien für das Alttertiär eine Bildung auf dem nördlichen Schelf der Tethys an.
Am Ende des Alttertiärs begann die Auffaltung der Alpen. Dabei wurden die Gesteine verfaltet und Gesteinspakete als Deckenstapel nach Norden überschoben. Die Nummulitenkalke sind Bestandteil der sogenannten Grünten-Decke, einer Teildecke der aus der Ostschweiz stammenden und über Vorarlberg in das Allgäu geschobenen Säntis-Decke. Die Grünten-Decke scherte vermutlich bereits im Unteroligozän ab und riss bei der Überschiebung die Gesteine des ehemals paläogeographisch nördlicheren Helvetikums mit.
Als Fossilien können hier gefunden werden: Nummulites Murchisoni, Nummulites perforatus, Nummulites distanz, Assilina exposens, Assilina granulosa sowie Mollusken, Bivalvien, Bryozoen, Echinodermen und Lithothamnien.

## Schutz und touristische Nutzung
Die Schleierfälle in der Starzlachklamm NE von Sonthofen sind vom Bayerischen Landesamt für Umwelt als geowissenschaftlich wertvolles Geotop (Geotop-Nr. 780R034) eingestuft worden. Die durch einen Wanderweg erschlossene Starzlachklamm mit den Schleierfällen ist ein heute ein geotouristischer Exkursionspunkt im Geopark Allgäu.
Seit einigen Jahren sind die Schleierfälle auch eine der Hauptattraktion für geführte Canyoning-Touren durch die Klamm. Das Rutschen über die Steilstufe in die Gumpe bildet den Abschluss der Touren.
Die Schleierfälle in der Starzlachklamm sind als Naturdenkmal geschützt.

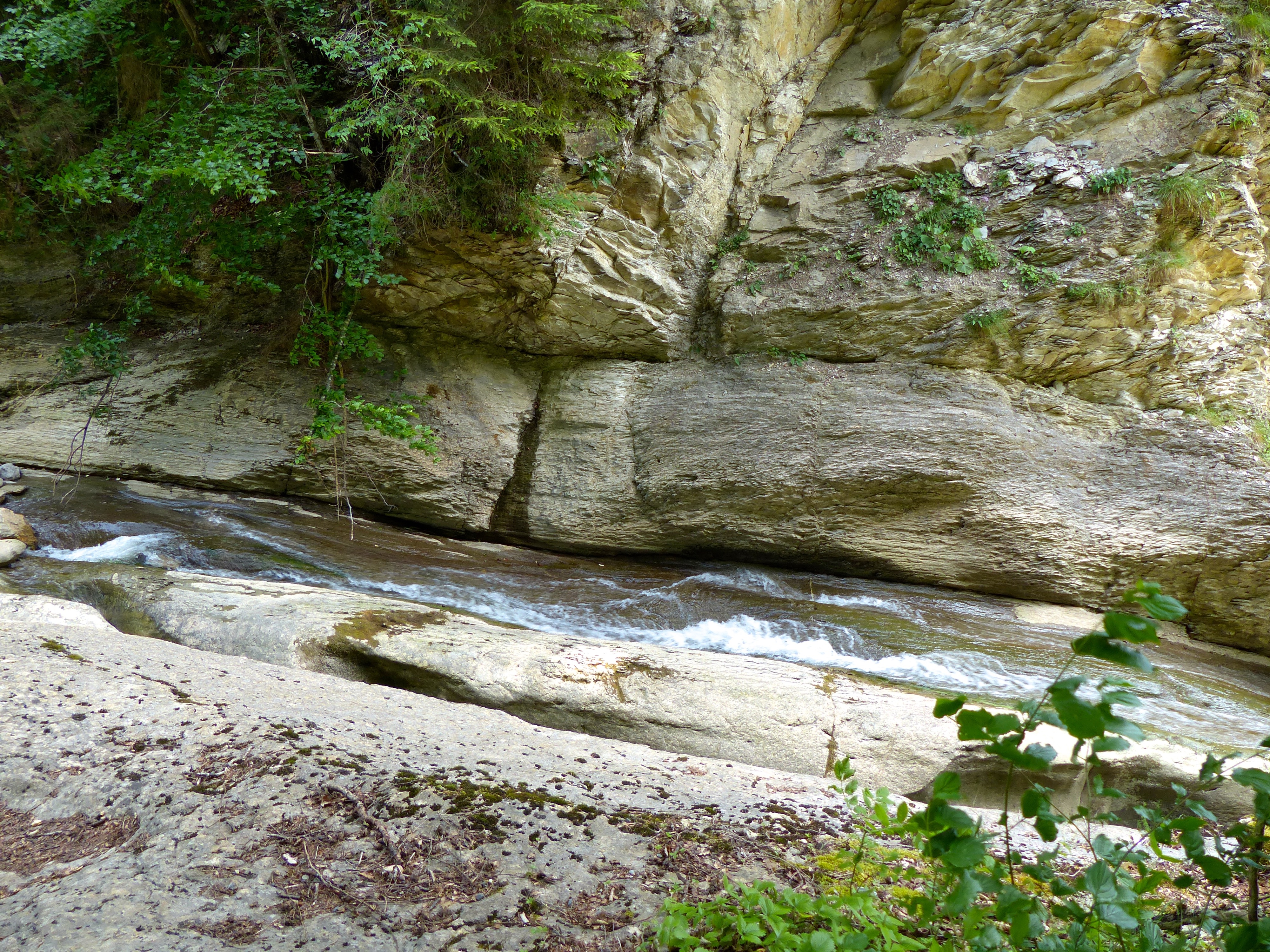
Einlauf des Wasserfalls
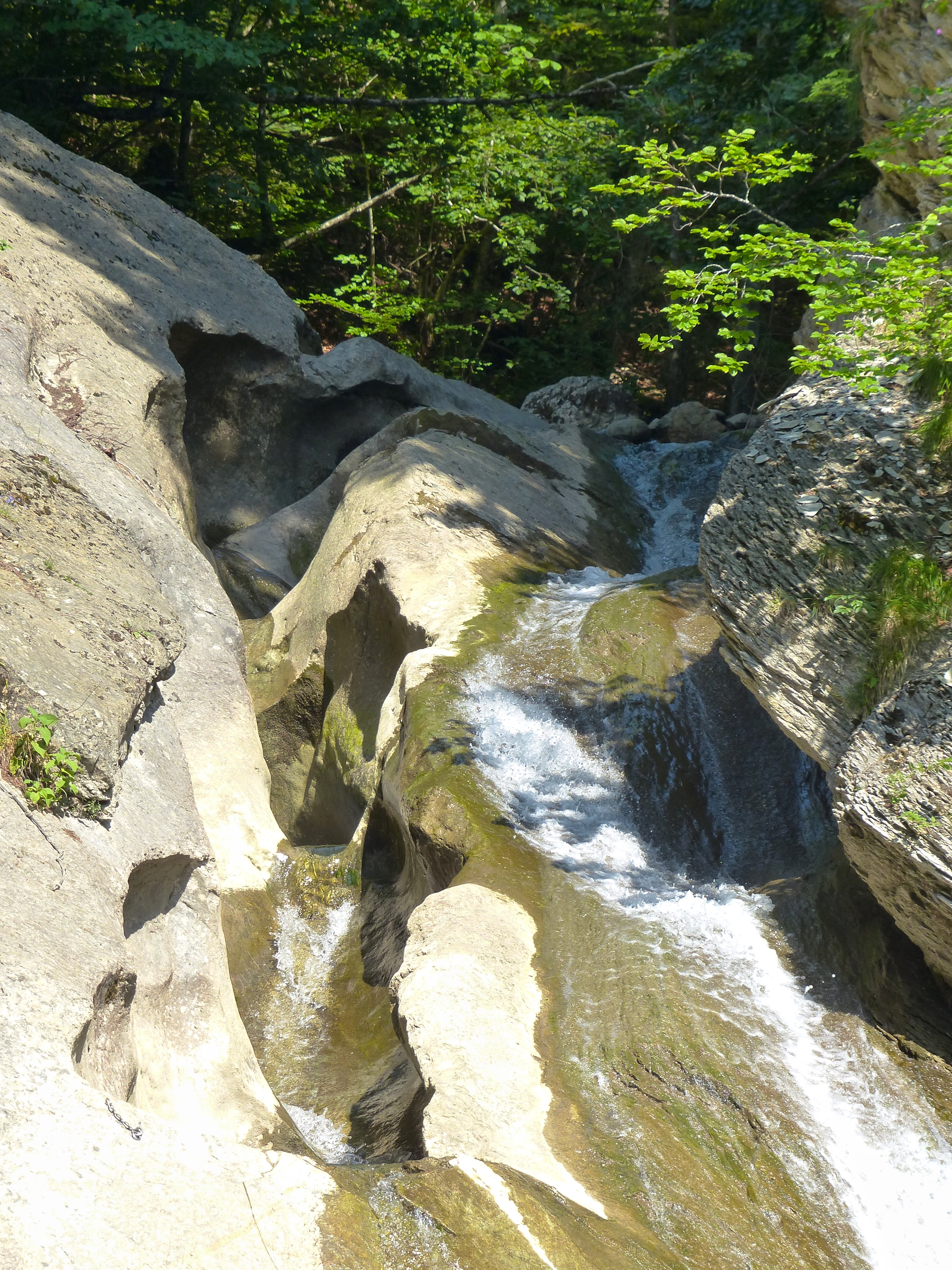
Eingeschnittenes Bachbett im oberen Teil des Wasserfalls
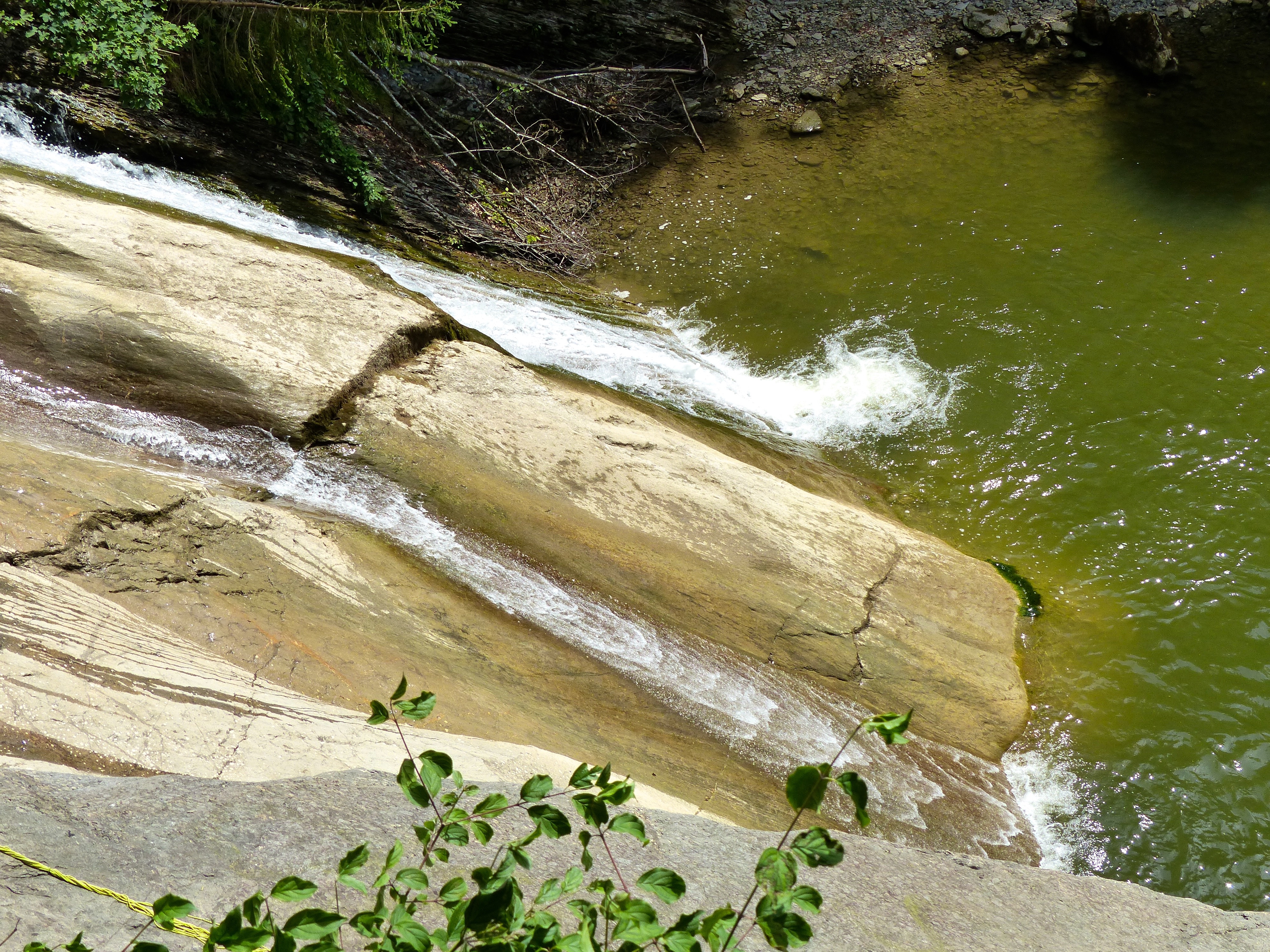
Unterer Teil des Wasserfalls
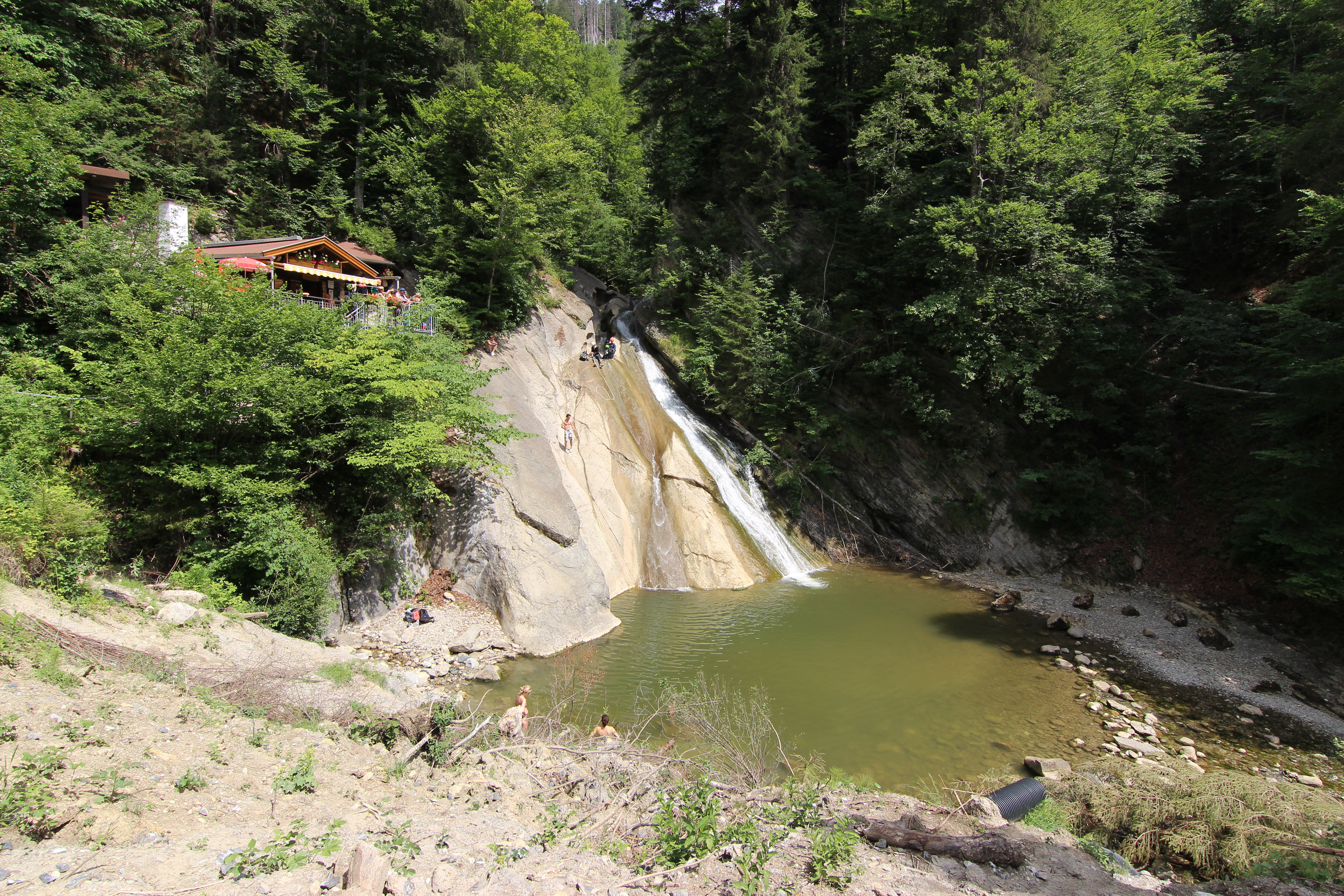
Wasserfall mit Gumpe
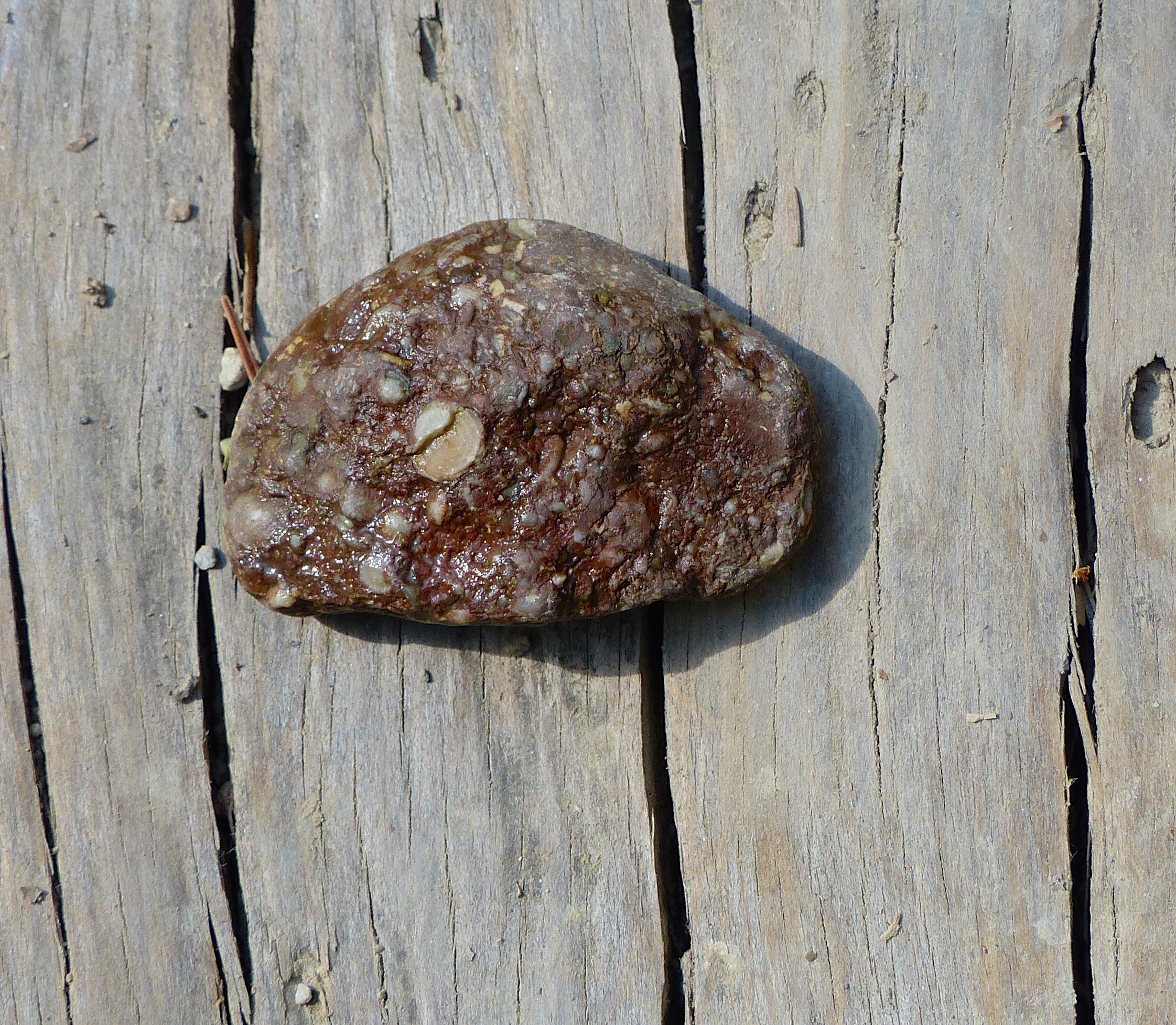
Vererzter Nummulitenkalk aus der Klamm
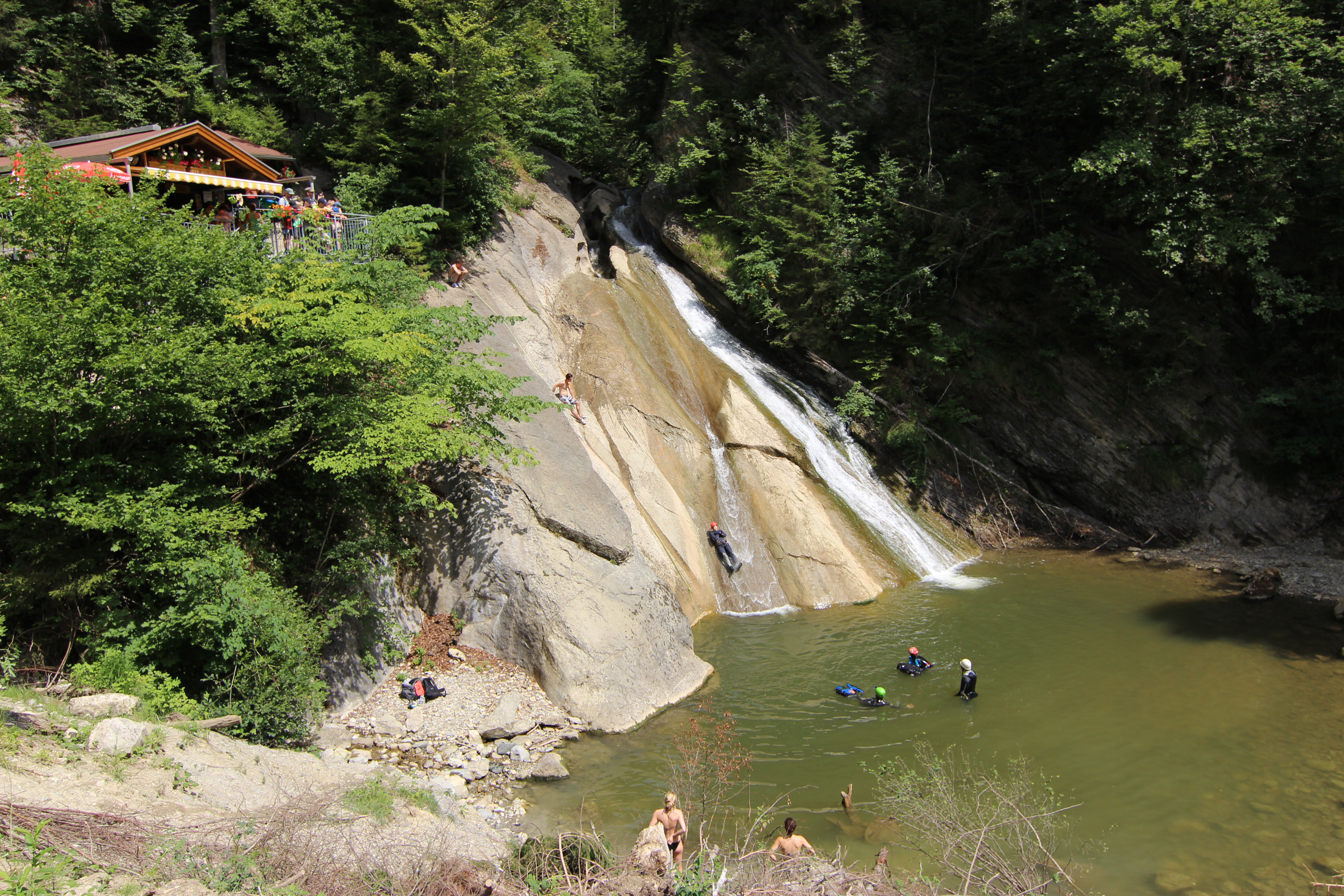
Canyoning am Schleierfall